# Armored Warfare
Armored Warfare (скор. AW) — багатокористувальницька онлайн-гра у жанрі танкового екшену. Розробником проєкту є відома американська студія Obsidian Entertainment, а видавцем став міжнародний майданчик My.Com. У Armored Warfare гравець може керувати сучасними танками та іншою бойовою технікою, наприклад бронетранспортерами та артилерією.

## Загальна інформація про гру
Дії Armored Warfare: Проєкт Армата відбуваються у недалекому майбутньому. Гравець має змогу керувати приватною військовою корпорацією, що бере участь у воєнних конфліктах по всьому світу, а також налагодити контакти  з крупними постачальниками бронетехніки.
Armored Warfare: Проєкт Армата використовує гральний рушій CryEngine. Розробники стверджують про сучасний рівень графіки, великий рівень руйнування  і динамічне оточення. Гра буде розповсюджуватися по моделі free-to-play з безкоштовним доступом. На поточний час проєкт анонсовано лише для PC.
Закрите бета-тестування для країн СНД розпочато 20 травня 2015 року. Відкритий бета-тест Почався 13 вересня 2015 року.

## Ігровий процес
На даний час Armored Warfare: Проєкт Армата — один з не багатьох масштабних проєктів, цілковито присвячених битвам на бронетехніці різних країн світу — від моделей, що вироблялися з початку 50-х років ХХ сторіччя, і до сучасних зразків. Гравець може обирати для віртуального бою машини різних типів і призначення — легкі та основні бойові танки, артилерію, бронемашины розвідки, а також винищувачі танків. Система пошкоджень у грі гібридна — танки мають стандартну смугу здоров'я і додаткові показники, що відображують отриману шкоду і ступінь пошкодження броні. У останньому випадку враховується як тип броні та її товщина, так і тип снаряду, кут зустрічі з бронею і ряд інших факторів.
Залежно від точки ураження снаряд може нанести звичайну чи критичну шкоду (при ураженні у вразливі точки машини). Критична шкода може не лише нанести більш значні пошкодження, але може вивести з ладу вузли машини або травмують членів екіпажу.
Керування бойової техніки здійснюється екіпажем. Склад екіпажу змінюється залежно від виду та моделі машині. Танкісти мають набір навичок, які можна налаштовувати, які покращуються при отриманні нового рівня. Ключовою ланкою екіпажа є командир, який має свою унікальну систему розвитку.
У грі доступні два режими: PVP та PVE. У PvP-битвах гравці поділені на дві команди по 15 гравців. Ціль — знищити техніку супротивника або захопити ворожу базу. У PvE-режимі загони до 5 осіб маю виконувати різні контракт по всій Земній кулі, що складаються з декількох спецоперацій. Гравця протистоїть ворожа бронетехніка, що керується штучним інтелектом. Рівень важкості можна обирати — усього їх чотири. Для успішного виконання контракту гравцям потрібно виконувати бойові задачі, такі як знищення ворожого ЗРК, захоплення стратегічних об'єктів, пошук ворожих схованок тощо.
Одна з головних геймплейних відмін Armored Warfare: Проєкт Армата від інших танкових проєктів є наявність у грі ПТКР, систем встановлення димової завіси і механіка контрбатарейної стрільби. Під час стрільби керованою ракетою гравець може змінювати траєкторію її руху прямо у польоті, що дозволяє уражати рухомі цілі або ті, що сховані за перешкодами. Димова завіса практично миттєво сховає танк гравця з поля зору ворожої техніки на декілька секунд, яких вистачить щоб змінити позицію. Контрбатарейний радар дозволяє артилерії однієї команди легко знаходити САУ супротивника — після пострілу їх місцеположення на мапі відображається спеціальною відміткою.
У грі доступні різні об'єднання гравців:
- Взвод — група до 3 гравців для спільної участі у  PvP-боях або до 5 гравців у PvE-місіях[31].
- Альянс — велике довгострокове об'єднання гравців, аналог клану в інших іграх. Присутня сувора ієрархія членів альянсу. Альянси мають власні назви, логотип і унікальний тег.

### Постачальники техніки у грі
Спочатку у грі було два постачальники техніки Софі Вельфі та Марат Шишкін. З оновлення 0.13, яке вийшло 11 лютого 2016 додано третього постачальник — Чан Фена. Кожний з них спеціалізується на техніці приблизно з одного регіону. Так у Софі Вельфі можна придбати техніку європейського та американського виробництва, у Марата Шишкіна — радянського/російського, а Чан Фена — китайського.

### Техніка у грі
У грі Armored Warfare: Проєкт Армата є п'ять класів бойової техніки:
1. Основний бойовий танк.
2. Легкий танк.
3. Винищувач танків.
4. Бойова броньована машина.
5. Самохідна артилерійська установка.

Гілки розвитку бронетехніки розділені не по країнам-виробникам, а по постачальникам озброєння.
|           | ОБТ                                                                       | ЛТ                                                              | ВТ                                            | ББМ                                   | САУ                                       |
| 1 рівень  |                                                                           | ПТ-76                                                           |                                               | М113                                  |                                           |
| 2 рівень  | Т-54 M48 Patton III                                                       | M41 Walker Bulldog T92                                          |                                               | LAV-150                               |                                           |
| 3 рівень  | Т-62 M60 Leopard 1 Type 59 Об'єкт 430 (преміум) Об'єкт 155 (преміум)      | FV101 Scorpion                                                  | Dragoon 300 90 LAV-150 90                     | AMX-10P БМП-1 XM800T ARSV             | FV433 Abbot VE (преміум)                  |
| 4 рівень  | M60A2 Starship OF-40 Т-64 Type 69-II                                      | M551 Sheridan                                                   | 2С14 «Жало-С» LAV-300 AMX-10P PAC90 (преміум) | БМД-1 БМП-1П FV438 Swingfire          | М109 2С1 «Гвоздика» FV433 Abbot (преміум) |
| 5 рівень  | Т-72 «Урал» Chieftain Mk.5 M60A3 Leopard 1A5 Type 80-II WZ-1224 (преміум) | Begleitpanzer 57                                                | ERC-90 F4                                     | БМД-2 БМП-2 FV721 Fox                 |                                           |
| 6 рівень  | MBT-70 (преміум) Leopard 2AV Т-72А XM1 Type 85-IIM                        | RDF/LT (преміум) Stingray VFM Mk.5 Expeditionary tank (преміум) | B1 Centauro MOWAG Taifun II (преміум)         | M2 Bradley БМП-3 VBL                  | Palmaria 2С3 «Акація»                     |
| 7 рівень  | Т-80 Challenger 1 Leopard 2 M1 Abrams Type 90-II                          | Stingray 2                                                      | LAV-600 Centauro 120 PTL02 (преміум)          | БМД-4 БМП-3М Wiesel 1 AWC KTO Rosomak |                                           |
| 8 рівень  | Т-90 C1 Ariete Leopard 2A5 M1A1 Abrams Type 98                            | XM8                                                             | M1128 MGS Centauro 120 БМПТ «Термінатор»      | FV510 Warrior KTO Rosomak M1          | M109A6 Paladin PzH 2000                   |
| 9 рівень  | Т-90МС M1A2 Abrams Leopard 2A6 Challenger 2                               | M8 WPB Anders                                                   | Panhard CRAB                                  | B1 Draco                              |                                           |
| 10 рівень | Т-14 «Армата» M1A2 SEP v2 Leopard 2A7+ Challenger 2 LEP                   | PL-01                                                           | WWO Wilk                                      | Т-15 Panhard SPHINX                   | Centauro 155                              |

Є також декілька моделей техніки яка відрізняється від базової іншим камуфляжем (ICE, MERC, Wolf), а також танки Т-62 (ветеран) та Т-64А Hunter.

### Ігрові локації
Вічна мерзлота

Дія гри на карті Вічна мерзлота розгортається на холодній засніженій рівнині. У центрі карти розташований нафтопереробний завод, який є найбільшим джерелом ресурсів в регіоні. Саме цей завод і є метою кожної зі сторін конфлікту — переможцю дістається все.
Повітряна тривога

Повітряна тривога (Ghost Fields в англійській версії гри) — територія старої військової бази в горах. Тут мінімум будівель і доріг, зате прекрасна природа: високі обриви, з яких так легко впасти через необережність, яри і осипи, болота і переліски. Крім красивих пейзажів, зустрічає приємна літня погода — ранок, світлий і трохи дощовий.
Пісок, що палає (Колишній Порт)

Два танкових підрозділів змушені зіткнутися в закритому просторі між безліччю побуту чергового порту: контейнери, навантажувачі, крани, споруди. Комплекс створювався з метою завантаження/розвантаження кораблів. Карта живе за своїми законами: з самого початку бою на ній відбувається ефектний підрив поїзда, крани переміщують контейнери, по дорогах пересувається транспорт.
Загублений острів

Загублений острів — локація з назва яка промовляє сама за себе. Ви знайдете тут приємну атмосферу тропіків і океан, який оточує острів. Але не все так просто і мило, так як на карті можна знайти занедбані дороги, зруйновані будівлі і залишки бомбардувальника часів Другої світової. Є і більш нові будови — ворота підземних сховищ і ангарів.
Реактор

Реактор є однією з найбільших карт в Armored Warfare (1400 на 1400 метрів). Битва відбувається за атомний реактор, тому що володіння енергією визначає мету більшості битв. АЕС розташована на горбистому березі, який вкритий лісами і чагарниками. Бойові дії розгортаються переважно на відкритій місцевості, але щільно забудована територія підприємства та малі населені пункти відмінно підходять тим, хто надає перевагу тактиці ближнього бою.
Нафтопровід

Карта Нафтопровід дозволяє доторкнутися до безкрайніх пустель Близького Сходу. Саме тут видобувається найцінніший ресурс сучасності — нафта. Не важко здогадатися, що бій буде відбуватися за нафтопереробний комплекс. Наступайте від розташованого неподалік селища і чекайте запеклого опору противника або залишайтеся в глухій обороні і намагайтеся утримати завод усіма силами.
Передгір'я

Карта Передгір'я являє собою горбисту місцевість, яка вкрита лісом. Локація однаково підійде як для стрільби з віддалених позицій, так і для прямого протистояння ОБТ.
Тиха річка

Ця сільська місцевість далеко не така мирна, як здається на перший погляд. Круті пагорби, розсічені двома річками, оточують долину, в якій розташується невелике селище. З самого початку гри на карті розвивається цілий сюжет з блокбастера, де величезний літак, що збитий, падає в самий центр селища, утворюючи зі своїх уламків лабіринт укриттів для танкових маневрів. Якщо ви підете битися в зону забудов, то відчуєте на собі масштаб трагедії.
Холодна сталь (Колишній Сніговий місто)

Мапа Холодна сталь дозволяє гравцям битися в засніжених міських умовах. На цій мапі ускладнено огляд через погодні умови і мирні споруди. Будинки тут досить високі і розташовані вони зовсім не рівномірно. Мапа має магічну атмосферу завдяки незвичайному зимовому колориту і рушію CryEngine 3, здатному передавати реалістичне зображення.
Мапи для PvE-режиму створені на основі частин перелічених вище мап.

## Розробка
Проєкт знаходиться у розробці з 2012 року.
Офіційний анонс відбувся 19 березня 2014 року на виставці GDC.
20 травня 2014 року гра Armored Warfare була анонсована для видання на території СНД.. Тоді ж було відкрито офіційний сайт проєкту з можливістю запису на закрите бета-тестування.
23 червня 2014 року на виставці E3 гра отримала нагороду видання Ten Ton Hammer «Найкраща багатокористувальницька гра Е3».
11 червня 2014 року було заявлено про підтримку проєкту підприємством «Уралвагонзавод».
16 червня 2014 була анонсована перша ігрова мапа — «Пісок, що палає». Потім проєкт було представлено на виставці Gamescom 2014, яка проходила з 13 по 17 серпня 2014 року.
30 серпня 2014 року на міжнародній виставці PAX Prime було вперше продемонстровано геймплей Armored Warfare на прикладі однієї з PvE-місій.
25 вересня 2014 року розробники вперше показали бойову техніку з гри — основний бойовий танк радянського виробництва Т-80.
З 2 по 5 жовтня 2014 року проєкт демонструвався на російській виставці «ІгроСвіт».
13 листопада 2014 року відкрився набір учасників раннього альфа-тестування, яке відбулося у грудні того ж року.
21 січня 2015 року було оголошено про початок другого набору, а 8 квітня 2015 року розпочато наступний етап альфа-тестування.
20 травня 2015 року відбувся старт закритого бета-тестування гри, а 5 червня на сервер ЗБТ було встановлено перше велике оновлення.
З 16 червня 2015 року йшла розсилка запрошень на закритий бета-тест серед користувачів, зареєстрованих на сайті проєкту.
З 30 червня 2015 року на сервері ЗБТ з'явилися PvE-місії.
19 червня 2015 року назву російськомовної версії гри було доповнено — Armored Warfare: Проєкт Армата.
13 вересня 2015 року гра вийшла у відкрите бета-тестування.
З лютого 2017 року розробка гри перейшла від Obsidian Entertainment до Allods Team яка є дочірньою компанією Mail.ru Group.
З вересня 2020 права на ПК версію гри перейшли компанії META Publishing, яка на даний момент займається оперуванням і виданням гри.